# ناوهیکو مینوبه
ناوهیکو مینوبه (انگلیسی: Naohiko Minobe؛ زادهٔ ۱۲ ژوئیهٔ ۱۹۶۵) بازیکن فوتبال اهل ژاپن است.
از باشگاه‌هایی که در آن بازی کرده‌است می‌توان به باشگاه فوتبال گامبا اوساکا اشاره کرد.